# 관교의치 보철학
관교의치 보철학(冠橋義齒補綴學)은 치과 보철학의 한 분야로, 인공치관이나 교의치를 사용하여 치관부의 결손과 결손된 치아의 기능 회복을 위주로 연구, 분석, 치료하는 학문이다.
인공치관이나 교의치는 다른 것으로 보지만, 모두 치근막에 부담을 준다는 큰 공통점이 있어 보통 하나의 학문으로 다룬다.

## 같이 보기
- 치과
- 치과 보철학